# 内島見
内島見（うちしまみ）は、新潟県新潟市北区の町字。郵便番号は950-3306。

## 概要
1889年（明治22年）から現在の大字。新発田川下流左岸に位置する。
もとは江戸時代から1889年（明治22年）まであった内島見村の区域の一部で、地名の由来は島見浜の内側であることによる。

### 隣接する町字
北から東回り順に、以下の町字と隣接する。
- 木崎
- 浦ノ入
- 笠柳
- 横井
- 鳥屋

## 歴史
開発年代は不明。1788年（天明8年）の記録に村名が残る。

### 年表
- 1889年（明治22年）4月1日 : 合併により島崎村の大字となる。
- 1906年（明治39年）4月1日 : 合併により木崎村の大字となる。
- 1955年（昭和30年）3月31日 : 合併により豊栄町の大字となる。
- 1970年（昭和45年）11月1日 : 豊栄町が市制を施行し、豊栄市の大字となる。
- 2005年（平成17年）3月21日 : 合併により新潟市の大字となる。
- 2007年（平成19年）4月1日 : 新潟市の政令指定都市移行により、北区の大字となる。

## 文化
内島見の神楽

## 世帯数と人口
2018年（平成30年）1月31日現在の世帯数と人口は以下の通りである。
| 大字   | 世帯数  | 人口    |
| ------ | ------- | ------- |
| 内島見 | 380世帯 | 1,076人 |

## 小・中学校の学区
市立小・中学校に通う場合、学区は以下の通りとなる。
| 番地                                                                                      | 小学校             | 中学校             |
| ----------------------------------------------------------------------------------------- | ------------------ | ------------------ |
| 1番地甲～1368番地子 1676番地6～1682番地1 1838番地 2087番地～2103番地6 2165番地6～5165番地 | 新潟市立木崎小学校 | 新潟市立木崎中学校 |

## 交通

### 道路
県道
- 新潟県道3号新潟新発田村上線
- 新潟県道46号新潟中央環状線
- 新潟県道55号新潟五泉間瀬線

### バス
新潟交通路線バス
- 木崎中学前 - 内島見 - 木崎川尻
  - E46　新発田営業所 行
  - E46　大形本町経由　新潟駅前・万代シテイ行

北区バス
- 引越 - 内島見
  - （太郎代浜ルート）北区文化会館　行
  - （太郎代浜ルート）新富町入口・太郎代浜　行

※土曜・休日・年末年始は全便運休